# Salviniales
Ver Pteridophyta para una introducción a las plantas vasculares sin semilla
Salviniales o Hydropteridales es el nombre de un taxón de helechos perteneciente a la categoría taxonómica de orden, que en la moderna clasificación de Christenhusz et al. 2011 agrupa a las familias de helechos acuáticos Marsileaceae y Salviniaceae, esta última con dos géneros, Salvinia y Azolla (que a veces es segregada como la familia Azollaceae). Los análisis moleculares de ADN confirmaron que este grupo posee un ancestro común y por lo tanto es monofilético. Los caracteres que mejor definen a este grupo son: su heterosporía (poseen dos morfos de esporas, las megasporas dan gametófitos femeninos y las microsporas dan gametófitos masculinos) y su transición al hábito acuático (que en helechos solo es compartido por el género Ceratopteris). 

## Ciclo de vida
Con las características de Pteridophyta.
Las salviniales poseen un ciclo de vida heterospórico, característica que dentro de las embriofitas solo comparten con las espermatofitas y con la línea filogenética a la que pertenece Isoetes (una lycophyta).
Los Salviniales son la única rama de plantas vasculares que ha desarrollado la heterosporía desde el Paleozoico.

## Caracteres
Hay diferenciación entre láminas fértiles y láminas estériles. 
Venas anastomosadas. 
Usualmente aerénquima presente en las raíces, los tallos y los pecíolos. 
Esporangios sin anillo (perdido en forma secundaria). 

### Ancestro común en Salviniales y revaluación del esporocarpo
Hoy en día, con los estudios moleculares de filogenia que reúnen a las dos familias (Marsileaceae y Salviniaceae) de forma indiscutible en el mismo clado (grupo monofilético), los investigadores concuerdan con que debería ser discontinuado el uso de una terminología diferente para expresar las estructuras en las dos familias que resulten ser homólogas. 
Las estructuras reproductivas inusuales que tienen los Marsileaceae y Salviniaceae son llamados tradicionalmente "esporocarpos". 
En ese sentido, los estudios comparativos de la morfología del esporocarpo bajo un marco teórico evolutivo, dan estos resultados: 
1. Todos los helechos heterospóricos poseen soros con indusio.
2. Los soros con indusio están ubicados sobre una estructura no laminada, ramificada, a la que Nagalingum, Schneider y Pryer (2006) llaman soróforo ("sorophore" en inglés). El soróforo es por lo tanto, la estructura portadora de soros tanto en Marsileaceae como en Salviniaceae. Esta definición ampliada del soróforo (hasta ahora solo se utilizaba en marsileáceas) resalta una homología que se oscurece cuando se utilizan diferentes términos para nombrarla.
3. El soróforo y los soros están rodeados por la cubierta del soróforo ("sorophore envelope" en inglés):
  1. En Marsileáceas, la cubierta del soróforo es gruesa y esclerenquimatosa, tradicionalmente llamada "pared del esporocarpo".
  2. En Azolla, la cubierta del soróforo se presenta como una capa, delgada y parenquimatosa.
  3. En Salvinia, la cubierta del soróforo está ausente.
  4. En el fósil ancestral Hydropteris que data del Cretácico, la reconstrucción de caracteres hipotetiza que existía una cubierta del soróforo (Pryer 1999; Nagalingum, Schneider y Pryer 2006).

Por lo tanto se interpreta que el helecho heterospórico ancestral poseía una cubierta del soróforo, que se originó una sola vez en el clado, y que en Salvinia fue perdida en forma secundaria. Una segunda consecuencia de esta interpretación, es que las estructuras llamadas tradicionalmente "esporocarpo" en Marsileaceae y Salviniaceae no son homólogas:
- La definición tradicional de esporocarpo en Marsileaceae incluye a los soros con indusio, al soróforo y a la cubierta del soróforo.
- La definición tradicional de esporocarpo en Salviniaceae solo incluye a los soros con indusio.
Los diferentes autores han propuesto soluciones diferentes a esta definición, algunos diferencian entre "esporocarpo de origen folial" en Marsileaceae, y "esporocarpo de origen indusial" en Salviniaceae, la aproximación moderna (Nagalingum, Schneider y Pryer 2006) propone que se llame esporocarpo a los soros con indusio, al soróforo y a la cubierta del soróforo, y que a lo que tradicionalmente se llama "esporocarpo" en Salviniaceae, sea referido simplemente como soro.
Para ver esquemas y fotos de los esporocarpos y soros de Marsileaceae y Salviniaceae, consultar: N. S. Nagalingum, H. Schneider, y K. M. Pryer, "Comparative Morphology of Reproductive Structures in Heterosporous Water Ferns and a Reevaluation of the Sporocarp". en International Journal of Plant Sciences, 167 (2006), 805–815 (pdf aquí).

## Taxonomía
Introducción teórica en Taxonomía
La clasificación más actualizada es la de Christenhusz et al. 2011 (basada en Smith et al. 2006, 2008); que también provee una secuencia lineal de las licofitas y monilofitas.
- - Orden L. Salviniales Bartl. en Mart., Consp. Regn. Veg.: 4 (1835).  Sinónimos: Pilulariales Bercht. & J.Presl, Přir. Rostlin : 272 (1820). Marsileales Bartl. in Mart., Consp. Regn. Veg.: 4 (1835).

2 familias.
- -     - Familia 16. Marsileaceae Mirb. in Lam. & Mirb., Hist. Nat. Vég. 5: 126 (1802). Sinónimo: Pilulariaceae Mirb. ex DC., Essai Propr. Méd. Pl.: 48 (1804).

3 géneros (Marsilea, Pilularia, Regnellidium). Referencias: Nagalingum et al. (2008), Pryer (1999), Pryer & Hearn (2009), Schneider & Pryer (2002).
- -     - Familia 17. Salviniaceae Martinov, Tekhno-Bot. Slovar: 559 (1820).  Sinónimo: Azollaceae Wettst., Handb. Syst. Bot. 2: 77 (1903).

2 géneros (Azolla, Salvinia). Referencia: Reid  et al. (2006).

### ClasificaciónsensuSmithet al.2006
Taxones superiores: Plantae (clado), Viridiplantae, Streptophyta, Streptophytina, Embryophyta, Tracheophyta, Euphyllophyta, Monilophyta, Clase Polypodiopsida, Orden Salviniales.
Incluye "Hydropteridales", Marsileales, Pilulariales.
2 familias:
- Salviniaceae (incluyendo Azolla)
- Marsileaceae

## Filogenia
Introducción teórica en Filogenia
Monofilético (Hasebe et al. 1995, Pryer 1999, Pryer et al. 2001a, 2004b).